# (4251) Kavasch
(4251) Kavasch est un astéroïde de la ceinture principale.

## Description
(4251) Kavasch est un astéroïde de la ceinture principale. Il fut découvert le 11 mai 1985 à l'Observatoire Palomar par Carolyn S. Shoemaker. Il présente une orbite caractérisée par un demi-grand axe de 2,40 UA, une excentricité de 0,17 et une inclinaison de 3,3° par rapport à l'écliptique.

## Compléments